# 9e étape du Tour de France 2019
Pour un article plus général, voir Tour de France 2019.
La 9e étape du Tour de France 2019 se déroule le dimanche 14 juillet 2019 entre Saint-Étienne et Brioude, sur une distance de 170,5 kilomètres.

## Parcours
Lors de la première heure, les coureurs empruntent le terrible Mur d'Aurec-sur-Loire, classé en première catégorie (3,2 km à 11 %). Après une seconde partie moins difficile, les coureurs affrontent la côte de Saint-Just (Point Bonus) avant de redescendre sur Brioude, qui est le théâtre de l'arrivée pour la première fois sur le Tour après un départ en 2008.

## Déroulement de la course
171 coureurs au départ et ce sont 14 coureurs qui sortent du peloton dont Oliver Naesen, Iván García Cortina, Jesus Herrada ou encore Tiesj Benoot. Ils sont rejoints par Marc Soler. Le peloton laisse filer avec plus de dix minutes d'avance. Simon Clarke attaque puis c'est Lukas Pöstlberger qui sort mais il est repris dans la dernière ascension de la journée. À 8 km de l'arrivée, ce sont Tiesj Benoot et Daryl Impey qui s'isolent et se disputent la victoire. Benoot lance le sprint mais Daryl Impey s'impose.

## Résultats

### Classement de l'étape
| Classement de la 9e étape | Classement de la 9e étape | Classement de la 9e étape | Classement de la 9e étape | Classement de la 9e étape |
|                           | Coureur                   | Pays                      | Équipe                    | Temps                     |
| ------------------------- | ------------------------- | ------------------------- | ------------------------- | ------------------------- |
| 1er                       | Daryl Impey               | Afrique du Sud            | Mitchelton-Scott          | en 4 h 3 min 12 s         |
| 2e                        | Tiesj Benoot              | Belgique                  | Lotto-Soudal              | + 0 s                     |
| 3e                        | Jan Tratnik               | Slovénie                  | Bahrain-Merida            | + 10 s                    |
| 4e                        | Oliver Naesen             | Belgique                  | AG2R La Mondiale          | + 10 s                    |
| 5e                        | Jasper Stuyven            | Belgique                  | Trek-Segafredo            | + 10 s                    |
| 6e                        | Nicolas Roche             | Irlande                   | Sunweb                    | + 14 s                    |
| 7e                        | Marc Soler                | Espagne                   | Movistar                  | + 21 s                    |
| 8e                        | Iván García Cortina       | Espagne                   | Bahrain-Merida            | + 1 min 50 s              |
| 9e                        | Simon Clarke              | Australie                 | EF Education First        | + 1 min 50 s              |
| 10e                       | Anthony Delaplace         | France                    | Arkéa-Samsic              | + 2 min 42 s              |
| modifier                  |                           |                           |                           |                           |

### Points attribués
| Sprint intermédiaire Arlanc (km 92) | Sprint intermédiaire Arlanc (km 92) | Sprint intermédiaire Arlanc (km 92) | Sprint intermédiaire Arlanc (km 92) | Sprint intermédiaire Arlanc (km 92) |
| ----------------------------------- | ----------------------------------- | ----------------------------------- | ----------------------------------- | ----------------------------------- |
|                                     | Coureur                             | Pays                                | Équipe                              | Point(s)                            |
| 1er                                 | Edvald Boasson Hagen                | Norvège                             | Dimension Data                      | 20                                  |
| 2e                                  | Jasper Stuyven                      | Belgique                            | Trek-Segafredo                      | 17                                  |
| 3e                                  | Anthony Delaplace                   | France                              | Arkéa-Samsic                        | 15                                  |
| 4e                                  | Daryl Impey                         | Afrique du Sud                      | Mitchelton-Scott                    | 13                                  |
| 5e                                  | Tiesj Benoot                        | Belgique                            | Lotto-Soudal                        | 11                                  |
| 6e                                  | Jesús Herrada                       | Espagne                             | Cofidis                             | 10                                  |
| 7e                                  | Nicolas Roche                       | Irlande                             | Sunweb                              | 9                                   |
| 8e                                  | Simon Clarke                        | Australie                           | EF Education First                  | 8                                   |
| 9e                                  | Lukas Pöstlberger                   | Autriche                            | Bora-Hansgrohe                      | 7                                   |
| 10e                                 | Oliver Naesen                       | Belgique                            | AG2R La Mondiale                    | 6                                   |
| 11e                                 | Tony Martin                         | Allemagne                           | Jumbo-Visma                         | 5                                   |
| 12e                                 | Jan Tratnik                         | Slovénie                            | Bahrain-Merida                      | 4                                   |
| 13e                                 | Iván García Cortina                 | Espagne                             | Bahrain-Merida                      | 3                                   |
| 14e                                 | Romain Sicard                       | France                              | Total Direct Énergie                | 2                                   |
| 15e                                 | Marc Soler                          | Espagne                             | Movistar                            | 1                                   |
| modifier                            |                                     |                                     |                                     |                                     |

| Arrivée d'étape Brioude (km 170,5) | Arrivée d'étape Brioude (km 170,5) | Arrivée d'étape Brioude (km 170,5) | Arrivée d'étape Brioude (km 170,5) | Arrivée d'étape Brioude (km 170,5) |
| ---------------------------------- | ---------------------------------- | ---------------------------------- | ---------------------------------- | ---------------------------------- |
|                                    | Coureur                            | Pays                               | Équipe                             | Point(s)                           |
| 1er                                | Daryl Impey                        | Afrique du Sud                     | Mitchelton-Scott                   | 30                                 |
| 2e                                 | Tiesj Benoot                       | Belgique                           | Lotto-Soudal                       | 25                                 |
| 3e                                 | Jan Tratnik                        | Slovénie                           | Bahrain-Merida                     | 22                                 |
| 4e                                 | Oliver Naesen                      | Belgique                           | AG2R La Mondiale                   | 19                                 |
| 5e                                 | Jasper Stuyven                     | Belgique                           | Trek-Segafredo                     | 17                                 |
| 6e                                 | Nicolas Roche                      | Irlande                            | Sunweb                             | 15                                 |
| 7e                                 | Marc Soler                         | Espagne                            | Movistar                           | 13                                 |
| 8e                                 | Iván García Cortina                | Espagne                            | Bahrain-Merida                     | 11                                 |
| 9e                                 | Simon Clarke                       | Australie                          | EF Education First                 | 9                                  |
| 10e                                | Anthony Delaplace                  | France                             | Arkéa-Samsic                       | 7                                  |
| 11e                                | Jesús Herrada                      | Espagne                            | Cofidis                            | 6                                  |
| 12e                                | Romain Sicard                      | France                             | Total Direct Énergie               | 5                                  |
| 13e                                | Lukas Pöstlberger                  | Autriche                           | Bora-Hansgrohe                     | 4                                  |
| 14e                                | Edvald Boasson Hagen               | Norvège                            | Dimension Data                     | 3                                  |
| 15e                                | Tony Martin                        | Allemagne                          | Jumbo-Visma                        | 2                                  |
| modifier                           |                                    |                                    |                                    |                                    |

|   | Coureur       | Pays           | Équipe           | Bonifications |
| - | ------------- | -------------- | ---------------- | ------------- |
| 1 | Daryl Impey   | Afrique du Sud | Mitchelton-Scott | 8 s           |
| 2 | Tiesj Benoot  | Belgique       | Lotto-Soudal     | 5 s           |
| 3 | Nicolas Roche | Irlande        | Sunweb           | 2 s           |

|   | Coureur      | Pays           | Équipe           | Bonifications |
| - | ------------ | -------------- | ---------------- | ------------- |
| 1 | Daryl Impey  | Afrique du Sud | Mitchelton-Scott | 10 s          |
| 2 | Tiesj Benoot | Belgique       | Lotto-Soudal     | 6 s           |
| 3 | Jan Tratnik  | Slovénie       | Bahrain-Merida   | 4 s           |

### Cols et côtes
| Mur d'Aurec-sur-Loire (km 36,5) 1re catégorie (3,2 km à 11,0 %) | Mur d'Aurec-sur-Loire (km 36,5) 1re catégorie (3,2 km à 11,0 %) | Mur d'Aurec-sur-Loire (km 36,5) 1re catégorie (3,2 km à 11,0 %) | Mur d'Aurec-sur-Loire (km 36,5) 1re catégorie (3,2 km à 11,0 %) | Mur d'Aurec-sur-Loire (km 36,5) 1re catégorie (3,2 km à 11,0 %) |
| --------------------------------------------------------------- | --------------------------------------------------------------- | --------------------------------------------------------------- | --------------------------------------------------------------- | --------------------------------------------------------------- |
|                                                                 | Coureur                                                         | Pays                                                            | Équipe                                                          | Point(s)                                                        |
| 1er                                                             | Tiesj Benoot                                                    | Belgique                                                        | Lotto-Soudal                                                    | 10                                                              |
| 2e                                                              | Anthony Delaplace                                               | France                                                          | Arkéa-Samsic                                                    | 8                                                               |
| 3e                                                              | Daryl Impey                                                     | Afrique du Sud                                                  | Mitchelton-Scott                                                | 6                                                               |
| 4e                                                              | Romain Sicard                                                   | France                                                          | Total Direct Énergie                                            | 4                                                               |
| 5e                                                              | Jesus Herrada                                                   | Espagne                                                         | Cofidis                                                         | 2                                                               |
| 6e                                                              | Nicolas Roche                                                   | Irlande                                                         | Sunweb                                                          | 1                                                               |
| modifier                                                        |                                                                 |                                                                 |                                                                 |                                                                 |

| Côte des Guillaumanches (km 106) 3e catégorie (7,8 km à 4,1 %) | Côte des Guillaumanches (km 106) 3e catégorie (7,8 km à 4,1 %) | Côte des Guillaumanches (km 106) 3e catégorie (7,8 km à 4,1 %) | Côte des Guillaumanches (km 106) 3e catégorie (7,8 km à 4,1 %) | Côte des Guillaumanches (km 106) 3e catégorie (7,8 km à 4,1 %) |
| -------------------------------------------------------------- | -------------------------------------------------------------- | -------------------------------------------------------------- | -------------------------------------------------------------- | -------------------------------------------------------------- |
|                                                                | Coureur                                                        | Pays                                                           | Équipe                                                         | Point(s)                                                       |
| 1er                                                            | Daryl Impey                                                    | Afrique du Sud                                                 | Mitchelton-Scott                                               | 2                                                              |
| 2e                                                             | Tiesj Benoot                                                   | Belgique                                                       | Lotto-Soudal                                                   | 1                                                              |
| modifier                                                       |                                                                |                                                                |                                                                |                                                                |

| \| Côte de Saint-Just-près-Brioude (km 161,5) 3e catégorie (3,6 km à 7,2 %) \| Côte de Saint-Just-près-Brioude (km 161,5) 3e catégorie (3,6 km à 7,2 %) \| Côte de Saint-Just-près-Brioude (km 161,5) 3e catégorie (3,6 km à 7,2 %) \| Côte de Saint-Just-près-Brioude (km 161,5) 3e catégorie (3,6 km à 7,2 %) \| Côte de Saint-Just-près-Brioude (km 161,5) 3e catégorie (3,6 km à 7,2 %) \| \| ------------------------------------------------------------------------ \| ------------------------------------------------------------------------ \| ------------------------------------------------------------------------ \| ------------------------------------------------------------------------ \| ------------------------------------------------------------------------ \| \| \| Coureur \| Pays \| Équipe \| Point(s) \| \| 1er \| Daryl Impey \| Afrique du Sud \| Mitchelton-Scott \| 2 \| \| 2e \| Tiesj Benoot \| Belgique \| Lotto-Soudal \| 1 \| \| modifier \| \| \| \| \| |              |                |                  |          |
| Côte de Saint-Just-près-Brioude (km 161,5) 3e catégorie (3,6 km à 7,2 %) |              |                |                  |          |
| | Coureur      | Pays           | Équipe           | Point(s) |
| 1er | Daryl Impey  | Afrique du Sud | Mitchelton-Scott | 2        |
| 2e | Tiesj Benoot | Belgique       | Lotto-Soudal     | 1        |
| modifier |              |                |                  |          |

### Prix de la combativité
- Tiesj Benoot (Lotto-Soudal)

## Classements à l'issue de l'étape

### Classement général
| Classement général | Classement général | Classement général | Classement général    | Classement général  |
|                    | Coureur            | Pays               | Équipe                | Temps               |
| ------------------ | ------------------ | ------------------ | --------------------- | ------------------- |
| 1er                | Julian Alaphilippe | France             | Deceuninck-Quick Step | en 38 h 37 min 36 s |
| 2e                 | Giulio Ciccone     | Italie             | Trek-Segafredo        | + 23 s              |
| 3e                 | Thibaut Pinot      | France             | Groupama-FDJ          | + 53 s              |
| 4e                 | George Bennett     | Nouvelle-Zélande   | Jumbo-Visma           | + 1 min 10 s        |
| 5e                 | Geraint Thomas     | Royaume-Uni        | Ineos                 | + 1 min 12 s        |
| 6e                 | Egan Bernal        | Colombie           | Ineos                 | + 1 min 16 s        |
| 7e                 | Steven Kruijswijk  | Pays-Bas           | Jumbo-Visma           | + 1 min 27 s        |
| 8e                 | Rigoberto Urán     | Colombie           | EF Education First    | + 1 min 38 s        |
| 9e                 | Jakob Fuglsang     | Danemark           | Astana                | + 1 min 42 s        |
| 10e                | Emanuel Buchmann   | Allemagne          | Bora-Hansgrohe        | + 1 min 45 s        |
| modifier           |                    |                    |                       |                     |

### Classement par points
| Classement par points | Classement par points | Classement par points | Classement par points | Classement par points |
| --------------------- | --------------------- | --------------------- | --------------------- | --------------------- |
|                       | Coureur               | Pays                  | Équipe                | Point(s)              |
| 1er                   | Peter Sagan           | Slovaquie             | Bora-Hansgrohe        | 204 points            |
| 2e                    | Michael Matthews      | Australie             | Sunweb                | 144 pts               |
| 3e                    | Sonny Colbrelli       | Italie                | Bahrain-Merida        | 129 pts               |
| 4e                    | Elia Viviani          | Italie                | Deceuninck-Quick Step | 128 pts               |
| 5e                    | Jasper Stuyven        | Belgique              | Trek-Segafredo        | 103 pts               |
| 6e                    | Matteo Trentin        | Italie                | Mitchelton-Scott      | 90 pts                |
| 7e                    | Greg Van Avermaet     | Belgique              | CCC                   | 81 pts                |
| 8e                    | Caleb Ewan            | Australie             | Lotto Soudal          | 76 pts                |
| 9e                    | Julian Alaphilippe    | France                | Deceuninck-Quick Step | 69 pts                |
| 10e                   | Dylan Groenewegen     | Pays-Bas              | Jumbo-Visma           | 66 pts                |
| modifier              |                       |                       |                       |                       |

### Classement du meilleur jeune
| Classement général du meilleur jeune | Classement général du meilleur jeune | Classement général du meilleur jeune | Classement général du meilleur jeune | Classement général du meilleur jeune |
|                                      | Coureur                              | Pays                                 | Équipe                               | Temps                                |
| ------------------------------------ | ------------------------------------ | ------------------------------------ | ------------------------------------ | ------------------------------------ |
| 1er                                  | Giulio Ciccone                       | Italie                               | Trek-Segafredo                       | en 38 h 37 min 59 s                  |
| 2e                                   | Egan Bernal                          | Colombie                             | Ineos                                | + 53 s                               |
| 3e                                   | Enric Mas                            | Espagne                              | Deceuninck-Quick Step                | + 1 min 23 s                         |
| 4e                                   | David Gaudu                          | France                               | Groupama-FDJ                         | + 1 min 52 s                         |
| 5e                                   | Maximilian Schachmann                | Allemagne                            | Bora-Hansgrohe                       | + 22 min 47 s                        |
| 6e                                   | Laurens De Plus                      | Belgique                             | Jumbo-Visma                          | + 23 min 37 s                        |
| 7e                                   | Gregor Mühlberger                    | Autriche                             | Bora-Hansgrohe                       | + 25 min 58 s                        |
| 8e                                   | Tiesj Benoot                         | Belgique                             | Lotto-Soudal                         | + 26 min 26 s                        |
| 9e                                   | Wout van Aert                        | Belgique                             | Jumbo-Visma                          | + 33 min 58 s                        |
| 10e                                  | Nils Politt                          | Allemagne                            | Katusha-Alpecin                      | + 35 min 57 s                        |
| modifier                             |                                      |                                      |                                      |                                      |

### Classement du meilleur grimpeur
| Classement du meilleur grimpeur | Classement du meilleur grimpeur | Classement du meilleur grimpeur | Classement du meilleur grimpeur | Classement du meilleur grimpeur |
| ------------------------------- | ------------------------------- | ------------------------------- | ------------------------------- | ------------------------------- |
|                                 | Coureur                         | Pays                            | Équipe                          | Point(s)                        |
| 1er                             | Tim Wellens                     | Belgique                        | Lotto-Soudal                    | 43 points                       |
| 2e                              | Thomas De Gendt                 | Belgique                        | Lotto-Soudal                    | 37 pts                          |
| 3e                              | Giulio Ciccone                  | Italie                          | Trek-Segafredo                  | 30 pts                          |
| 4e                              | Xandro Meurisse                 | Belgique                        | Wanty-Gobert                    | 27 pts                          |
| 5e                              | Dylan Teuns                     | Belgique                        | Bahrain-Merida                  | 13 pts                          |
| 6e                              | Natnael Berhane                 | Érythrée                        | Cofidis                         | 13 pts                          |
| 7e                              | Benjamin King                   | États-Unis                      | Dimension Data                  | 13 pts                          |
| 8e                              | Tiesj Benoot                    | Belgique                        | Lotto-Soudal                    | 12 pts                          |
| 9e                              | Daryl Impey                     | Afrique du Sud                  | Mitchelton-Scott                | 10 pts                          |
| 10e                             | Toms Skujiņš                    | Lettonie                        | Trek-Segafredo                  | 9 pts                           |
| modifier                        |                                 |                                 |                                 |                                 |

### Classement par équipes
| Classement par équipes | Classement par équipes | Classement par équipes | Classement par équipes |
|                        | Équipe                 | Pays                   | Temps                  |
| ---------------------- | ---------------------- | ---------------------- | ---------------------- |
| 1re                    | Trek-Segafredo         | États-Unis             | en 116 h 12 min 24 s   |
| 2e                     | Movistar               | Espagne                | + 1 min 50 s           |
| 3e                     | EF Education First     | États-Unis             | + 15 min 24 s          |
| 4e                     | Mitchelton-Scott       | Australie              | + 17 min 21 s          |
| 5e                     | Groupama-FDJ           | France                 | + 17 min 59 s          |
| 6e                     | Bora-Hansgrohe         | Allemagne              | + 18 min 58 s          |
| 7e                     | Jumbo-Visma            | Pays-Bas               | + 21 min 4 s           |
| 8e                     | AG2R La Mondiale       | France                 | + 22 min 55 s          |
| 9e                     | UAE Emirates           | Émirats arabes unis    | + 27 min 18 s          |
| 10e                    | Ineos                  | Royaume-Uni            | + 28 min 48 s          |
| modifier               |                        |                        |                        |

## Abandon
- 113 -  Alessandro De Marchi (CCC) : Abandon[1]

## Le maillot jaune du jour
Chaque jour, un maillot jaune différent est remis au leader du classement général, avec des imprimés rendant hommage à des coureurs ou à des symboles qui ont marqué l'histoire l'épreuve, à l'occasion du centième anniversaire du maillot jaune.
Le stade Geoffroy-Guichard de Saint-Étienne, surnommé le chaudron est sur le maillot du jour.